# 고등교육법
고등교육법은 교육기본법 제9조에 따라 고등교육에 관한 사항을 규정한 법률이다.

## 학교의 종류
- 제2절 대학 및 산업대학
  - 제1관 대학
    - 대학
    - 대학원
      - 일반대학원
      - 전문대학원
      - 특수대학원

    - 대학원대학

  - 제2관 산업대학
    - 산업대학
- 제3절 교육대학 등
  - 교육대학
  - 대학의 사범대학
  - 종합교원양성대학
  - 부설학교
    - 교육대학: 초등학교
    - 사범대학: 중학교와 고등학교
    - 종합교원양성대학: 초등학교, 중학교와 고등학교
- 제4절 전문대학
  - 전문대학
  - 부설 유치원
- 제5절 원격대학
  - 원격대학
    - 방송대학
    - 통신대학
    - 방송통신대학
    - 사이버대학
- 제6절 기술대학
  - 기술대학
- 제7절 각종학교
  - 각종학교

## 같이 보기
- 교육기본법
- 영유아보육법
- 유아교육법
- 초·중등교육법
- 평생교육법